# Sterphus nitidicollis
Sterphus nitidicollis är en tvåvingeart som beskrevs av Heikki Hippa 1978. Sterphus nitidicollis ingår i släktet Sterphus och familjen blomflugor.
Artens utbredningsområde är Colombia. Inga underarter finns listade i Catalogue of Life.